# Esenski kruh
Esenski kruh je blago kiseli kruh od proklijanog zrna pšenice. 

## Porijeklo imena
Ime potječe od židovske sekte Esena čiji su pripadnici navodno radili kruh od proklijanog zrna sušen na suncu. Negdje od početka  osamdesetih godina prošlog stoljeća kruh se pod tim imenom počeo nuditi na tržištu Europske unije.

## Proizvodnja
Postupak proizvodnje nije uobičajen i slabo je poznat. Sve se metode slažu samo što se tiče uporabe proklijanog zrna, no čiji udio uvelike varira. Neki proizvođači peku na konvencionalnim temperaturama, no drugi ih pokušavaju zadržati što niže. Pristalice sirove hrane suše ga na maksimalno 40 – 45°C kako ne bi uništili enzime. Konzistencija kruha varira od labave do čvrste i ljepljive, Okus pak varira od kiselog do slatkog.

## Sadržaj hranjivih sastojaka
Esenski je kruh posebno bogat hranjivim tvarima. Uslijed klijanja dolazi do značajnog pada fitinske kiseline te porasta količine nekih vitamina i aminokiselina.